# アレクサンドラ・ポール
アレクサンドラ・ポール（英語: Alexandra Paul, 1991年9月16日 - 2023年8月22日）は、カナダ出身の女性元フィギュアスケート(アイスダンス)選手。パートナーはミッチェル・イスラム、ジェイソン・チェペルダク。
2014年ソチオリンピックカナダ代表。2010年世界ジュニアフィギュアスケート選手権2位。

## 経歴
カナダのトロントに生まれ、幼少時からスケートを始める。
ジェイソン・チェペルダクとのカップルで2008-09年シーズンISUジュニアグランプリに参戦。カナダ選手権ジュニアクラスで3位となるが、直後にカップルを解散、新たにミッチェル・イスラムとのカップルを結成。イスラムのそれまでパートナーはジョアンナ・レンコで、この時にレンコとチェペルダクとのカップルも結成されており2組を組み替える形だった。
2009-2010シーズン、2試合出場したジュニアグランプリシリーズで表彰台に届かなかったものの、世界ジュニア選手権ではカップル結成1年で2位となった。
2010-2011シーズン、シニアクラスへ移行。スケートカナダでは4位入賞をした。しかし続くロステレコム杯は肋骨の怪我のためにSDの後に棄権をした。カナダ選手権では銅メダルを獲得。
2011-2012シーズン、スケートアメリカでは8位。続くNHK杯ではSDで7位につけるも、公式練習中にイタリアのロレンツァ・アレッサンドリーニ / シモーネ・バトゥーリ組と衝突し、腿の裏を切ってしまい棄権を余儀なくされた。カナダ選手権では5位で、四大陸選手権の代表に選ばれた。6月にはコーチをパスカーレ・カメレンゴに変更した。
2012-2013シーズン、USインターナショナルクラシックでシニアの国際大会で初めてのメダルを獲得。カナダ選手権ではSDで3位だったが、FDのダイアゴナルステップシークエンスで転倒があり4位に終わった。
2013-2014シーズン、カナダ選手権で3位に入りソチオリンピックに出場し18位。世界選手権にも初出場し10位だった。
2014-2015シーズン、カナダ選手権にはFDを変更して挑み2年連続の3位。四大陸選手権はSDで5位、FDでは転倒もあり総合6位。世界選手権は前年を上回るSD8位だったが、ステップシークエンスでのレベルの取りこぼしが響き13位となった。シーズン終了後、マリー＝フランス・デュブレイユ/パトリス・ローゾン夫妻とロマン・アグノエルにコーチを変更し、練習拠点をモントリオールへ移した。
2016年12月15日、競技からの引退を発表した。
2021年より弁護士として活動した。同年秋にパートナーのミッチェル・イスラムと結婚。
2023年8月22日午後、オンタリオ州シェルバーン北部のメランクソンの道路で、トラックが停止中の車列に突っ込んだ交通事故に巻き込まれた。同乗する乳児の息子は命に別条はないが、アレクサンドラは亡くなった。31歳没。

## 主な戦績
- ミッチェル・イスラムとのカップル

| 大会/年              | 2009-10 | 2010-11 | 2011-12 | 2012-13 | 2013-14 | 2014-15 | 2015-16 | 2016-17 |
| -------------------- | ------- | ------- | ------- | ------- | ------- | ------- | ------- | ------- |
| 冬季オリンピック     |         |         |         |         | 18      |         |         |         |
| 世界選手権           |         |         |         |         | 10      | 13      |         |         |
| 四大陸選手権         |         |         | 6       |         |         | 6       |         |         |
| カナダ選手権         | 1 J     | 3       | 5       | 4       | 3       | 3       | 4       |         |
| GP中国杯             |         |         |         |         |         | 5       |         | 棄権    |
| GPスケートカナダ     |         | 4       |         |         | 5       |         | 6       | 8       |
| GPエリック杯         |         |         |         |         |         | 6       |         |         |
| GPスケートアメリカ   |         |         | 8       |         |         |         |         |         |
| GP NHK杯             |         |         | 棄権    |         |         |         |         |         |
| GPロステレコム杯     |         | 棄権    |         |         |         |         |         |         |
| CS USクラシック      |         |         |         | 2       |         |         |         | 3       |
| CSネーベルホルン杯   |         |         |         | 5       | 3       |         | 2       |         |
| CSオータムクラシック |         |         |         |         |         | 4       |         |         |
| 世界Jr.選手権        | 2       |         |         |         |         |         |         |         |
| JGPボスポラス        | 5       |         |         |         |         |         |         |         |
| JGPトルン杯          | 4       |         |         |         |         |         |         |         |

- J - ジュニアクラス

- ジェイソン・チェペルダクとのカップル

| 大会/年          | 2007-08 | 2008-09 |
| ---------------- | ------- | ------- |
| カナダ選手権     | 3 N     | 3 J     |
| JGP J.カリー記念 |         | 6       |
| JGPマドリード杯  |         | 4       |

- J - ジュニアクラス
- N - ノービスクラス

### 詳細
| 2016-2017 シーズン    |                                                                                |         |         |          |
| 開催日                | 大会名                                                                         | SD      | FD      | 結果     |
| 2016年11月18日 - 20日 | ISUグランプリシリーズ 中国杯（北京）                                           | -       | -       | 棄権     |
| 2016年10月27日 - 30日 | ISUグランプリシリーズ スケートカナダ（ミシサガ）                               | 8 58.83 | 9 86.02 | 8 144.85 |
| 2016年9月14日 - 17日  | ISUチャレンジャーシリーズ USインターナショナルクラシック（ソルトレイクシティ） | 5 53.94 | 3 87.26 | 3 141.20 |

| 2015-2016 シーズン       |                                                                  |         |         |          |
| 開催日                   | 大会名                                                           | SD      | FD      | 結果     |
| 2016年1月18日 - 24日     | カナダフィギュアスケート選手権（ハリファックス）                 | 3 68.30 | 4 97.31 | 4 165.61 |
| 2015年10月30日 - 11月1日 | ISUグランプリシリーズ スケートカナダ（レスブリッジ）             | 5 57.55 | 6 86.37 | 6 143.92 |
| 2015年9月23日 - 26日     | ISUチャレンジャーシリーズ ネーベルホルン杯（オーベルストドルフ） | 2 60.52 | 2 87.60 | 2 148.12 |

| 2014-2015 シーズン    |                                                                      |         |          |           |
| 開催日                | 大会名                                                               | SD      | FD       | 結果      |
| 2015年3月23日 - 29日  | 2015年世界フィギュアスケート選手権（上海）                           | 8 64.38 | 14 88.21 | 13 152.59 |
| 2015年2月9日 - 15日   | 2015年四大陸フィギュアスケート選手権（ソウル）                       | 5 61.34 | 6 88.58  | 6 149.92  |
| 2015年1月19日 - 25日  | カナダフィギュアスケート選手権（キングストン）                       | 3 64.87 | 5 95.80  | 3 160.67  |
| 2014年11月21日 - 23日 | ISUグランプリシリーズ エリック・ボンパール杯（ボルドー）             | 6 55.17 | 6 83.82  | 6 138.99  |
| 2014年11月7日 - 9日   | ISUグランプリシリーズ 中国杯（上海）                                 | 5 56.46 | 5 84.00  | 5 140.46  |
| 2014年10月14日 - 17日 | ISUチャレンジャーシリーズ スケートカナダオータムクラシック（バリー） | 2 55.30 | 5 75.40  | 4 130.70  |

| 2013-2014 シーズン    |                                                      |          |          |           |
| 開催日                | 大会名                                               | SD       | FD       | 結果      |
| 2014年3月24日 - 30日  | 2014年世界フィギュアスケート選手権（さいたま）       | 11 57.68 | 10 91.08 | 10 148.76 |
| 2014年2月6日 - 22日   | ソチオリンピック（ソチ）                             | 18 55.91 | 16 82.79 | 18 138.70 |
| 2014年1月9日 - 15日   | カナダフィギュアスケート選手権（オタワ）             | 3 67.67  | 3 102.97 | 3 170.64  |
| 2013年10月25日 - 27日 | ISUグランプリシリーズ スケートカナダ（セントジョン） | 7 53.74  | 4 90.03  | 5 143.77  |
| 2013年9月25日 - 28日  | 2013年ネーベルホルン杯（オーベルストドルフ）         | 1 59.06  | 3 82.93  | 3 141.99  |

| 2012-2013 シーズン   |                                                            |         |         |          |
| 開催日               | 大会名                                                     | SD      | FD      | 結果     |
| 2013年1月13日 - 20日 | カナダフィギュアスケート選手権（ミシサガ）                 | 3 66.24 | 5 85.49 | 4 151.73 |
| 2012年9月27日 - 29日 | 2012年ネーベルホルン杯（オーベルストドルフ）               | 5 54.50 | 4 83.42 | 5 137.92 |
| 2012年9月12日 - 16日 | 2012年USインターナショナルクラシック（ソルトレイクシティ） | 4 55.86 | 2 87.90 | 2 143.76 |

| 2011-2012 シーズン    |                                                              |         |         |          |
| 開催日                | 大会名                                                       | SD      | FD      | 結果     |
| 2012年2月9日 - 12日   | 2012年四大陸フィギュアスケート選手権（コロラドスプリングス） | 6 48.52 | 7 69.45 | 6 117.97 |
| 2012年1月16日 - 22日  | カナダフィギュアスケート選手権（モンクトン）                 | 5 57.30 | 4 89.18 | 5 146.48 |
| 2011年11月11日 - 13日 | ISUグランプリシリーズ NHK杯（札幌）                          | 7 49.36 | -       | 棄権     |
| 2011年10月21日 - 23日 | ISUグランプリシリーズ スケートアメリカ（オンタリオ）         | 8 37.50 | 8 74.20 | 8 111.70 |

| 2010-2011 シーズン    |                                                      |         |         |          |
| 開催日                | 大会名                                               | SD      | FD      | 結果     |
| 2011年1月20日 - 23日  | カナダフィギュアスケート選手権（ビクトリア）         | 3 61.57 | 3 92.33 | 3 153.90 |
| 2010年11月19日 - 21日 | ISUグランプリシリーズ ロステレコム杯（モスクワ）     | 8 45.75 | -       | 棄権     |
| 2010年10月29日 - 31日 | ISUグランプリシリーズ スケートカナダ（キングストン） | 6 50.55 | 2 87.61 | 4 138.16 |

| 2009-2010 シーズン  |                                                            |         |         |         |          |
| 開催日              | 大会名                                                     | CD      | OD      | FD      | 結果     |
| 2010年3月9日-12日   | 2010年世界ジュニアフィギュアスケート選手権（デン・ハーグ） | 5 33.32 | 2 55.90 | 2 83.15 | 2 172.37 |
| 2010年1月12日-14日  | カナダフィギュアスケート選手権 ジュニアクラス（ロンドン）  | 1 34.42 | 1 55.26 | 1 79.71 | 1 169.39 |
| 2009年10月15日-17日 | ISUジュニアグランプリ ボスポラス（イスタンブール）         | 3 30.88 | 5 45.38 | 4 72.78 | 5 149.04 |
| 2009年9月10日-12日  | ISUジュニアグランプリ トルン杯（トルン）                   | 4 28.84 | 2 47.91 | 5 68.38 | 4 145.13 |

| 2008-2009 シーズン  |                                                                 |         |         |         |          |
| 開催日              | 大会名                                                          | CD      | OD      | FD      | 結果     |
| 2009年1月14日-18日  | カナダフィギュアスケート選手権 ジュニアクラス（サスカトゥーン） | 4 29.08 | 3 48.92 | 4 72.26 | 3 150.26 |
| 2008年10月15日-18日 | ISUジュニアグランプリ ジョン・カリー記念（シェフィールド）      | 6 28.39 | 5 47.18 | 6 70.90 | 6 146.47 |
| 2008年8月27日-31日  | ISUジュニアグランプリ マドリード杯（マドリード）                | 5 28.60 | 6 41.89 | 4 68.36 | 4 138.85 |

| 2007-2008 シーズン   |                                                         |         |         |         |         |
| 開催日               | 大会名                                                  | CD1     | CD2     | FD      | 結果    |
| 2007年1月30日-2月1日 | カナダフィギュアスケート選手権 ノービスクラス（オタワ） | 4 11.69 | 5 12.15 | 3 52.15 | 1 75.99 |

## プログラム使用曲
| シーズン  | SD | FD | EX                                                                      |
| --------- | --- | --- | ----------------------------------------------------------------------- |
| 2016-2017 | ブルース：Big Spender スウィング：シング・シング・シング                                                                                          | 愛の夢第3番 ハンガリー狂詩曲第2番 「リゴレット」による演奏会用パラフレーズ 作曲：フランツ・リスト |                                                                         |
| 2015-2016 | 映画『ピーターラビットと仲間たち』サウンドトラックより ワルツ：ネズミのワルツ マーチ、ポルカ：りすのナトキンのおはなし 作曲：ジョン・ランチベリー | Where Is It Written? ボーカル：バーブラ・ストライサンド Happy 作曲：ミシェル・ルグラン | Love's Divine 曲：シール                                                |
| 2014-2015 | Nocturno 作曲：グイド・ルチアーニ ファルーカ 演奏：ペペ・ロメロ                                                                                   | 降っても晴れても ザ・ウェイ・ルー・ルック・トゥナイト ボーカル：フランク・シナトラIn Your Eyes 曲：ピーター・ガブリエル | I Want To Be Loved By You ボーカル：シネイド・オコナー                  |
| 2013-2014 | フォックストロット、クイックステップ：ミュージカル『クレイジー・フォー・ユー』より 作曲：ジョージ・ガーシュウィン                                 | 映画『シングルマン』サウンドトラックより Going Somewhere 映画『ウォリスとエドワード 英国王冠をかけた恋』サウンドトラックより Satin Birds I Will Follow You Dance for Me Wallis 作曲：アベル・コジェニオウスキ                        | In Your Eyes 曲：ピーター・ガブリエル                                   |
| 2012-2013 | ワルツ：群集 ポルカ：ミロード ボーカル：エディット・ピアフ 振付：ケリー・ジョンソン                                                               | 映画『海の上のピアニスト』サウンドトラックより ザ・クライシス 1990 マッドネス ダニーズ・ブルース 愛を奏でて 作曲：エンニオ・モリコーネ 12番街のラグ 作曲：ユーディ・L・ボウマン 振付：アンジェリカ・クリロワ、パスカーレ・カメレンゴ | In Your Eyes 曲：ピーター・ガブリエル                                   |
| 2011-2012 | メインテーマ 映画『2046』より 作曲：ペール・ラーベン ハヴァナ・スライド by ジョン・コーエン 振付：ロマン・アグノエル                              | トゥナイト 曲：エルトン・ジョン 振付：ケリー・ジョンソン、デヴィッド・ウィルソン |                                                                         |
| 2010-2011 | タンゴ：ラ・クンパルシータ 作曲：ヘラルド・マトス・ロドリゲス タンゴ：A los Amigos by A. Ponder 振付：パヴォル・ポラク                            | アズ・タイム・ゴーズ・バイ 作曲：ハーマン・フップフェルド 振付：マリー＝フランス・デュブレイユ、パトリス・ローゾン | オー!ダーリン 作曲：レノン＝マッカートニー ボーカル：デイナ・ヒュークス |
| シーズン  | OD | FD | EX                                                                      |
| 2009-2010 | スパニッシュワルツ：Nocturno by Guido Luciani スパニッシュフラメンコ：Farruca Y Rumba 作曲：ペペ・ロメロ 振付：パヴォル・ポラク                   | シェヘラザード by Cyril Martin Sometimes I dream ボーカル：マリオ・フラングリス | 虹の彼方に                                                              |